# Lacconectus lambai
Lacconectus lambai är en skalbaggsart som beskrevs av Vazirani 1977. Lacconectus lambai ingår i släktet Lacconectus och familjen dykare. Inga underarter finns listade i Catalogue of Life.